# Napoca
Napoca Simon, 1901 è un genere di ragni appartenente alla famiglia Salticidae.

## Distribuzione
L'unica specie oggi attribuita a questo genere è endemica dello Stato di Israele.

## Tassonomia
Rimosso dalla sinonimia col genere Bianor Peckham & Peckham, 1885, sempre dei Salticidae, da uno studio dell'aracnologo Logunov del 2001 contra un analogo studio di Prószynski del 1990.
A maggio 2010, si compone di una sola specie:
- Napoca insignis (O. P.-Cambridge, 1872)[2] — Israele